# Wiktor Palmow
Wiktor Nikandrowicz Palmow (ukr. Віктор Никандрович Пальмов, ros. Виктор Никандрович Пальмов) (ur. 10 października 1888 w Samarze, zm. 7 czerwca 1929 w Kijowie) – malarz awangardowo-futurystyczny pochodzenia ukraińsko-rosyjskiego.

## Życiorys
Wiktor Palmow urodził się w Samarze, w guberni samarskiej na terenie ówczesnego Imperium Rosyjskiego. W latach 1911–1914 studiował na Moskiewskiej Szkole Malarstwa, Rzeźby i Architektury. W 1914 został powołany do wojska i brał udział w I wojnie światowej jako żołnierz armii carskiej do 1917 roku. Po wojnie w latach 1920-21 podróżował z Dawidem Burlukiem po Japonii. Po powrocie do Rosji związał się z awangardystyczno-futyrystyczną sceną artystyczną. W latach 1923–24 współpracował z radzieckim magazynem LEF (Lewicowy Front Artystów). W połowie lat 20 przeniósł się do Kijowa, a w 1925 roku wstąpił do Stowarzyszenia Sztuki Rewolucyjnej Ukrainy. Od 1925 do 1929 był profesorem Akademii Sztuk Pięknych w Kijowie. Współzałożył w 1929 roku Stowarzyszenie Współczesnych Artystów Ukrainy. W tym samym roku wziął udział we wszechukraińskiej wystawie „Dziesięciolecie Października”, która miała miejsce w Charkowie, Kijowie i Odessie. Wiktor Palmow zmarł w 1929 w Kijowie i został pochowany na cmentarzu Łukianowskim.

## Galeria

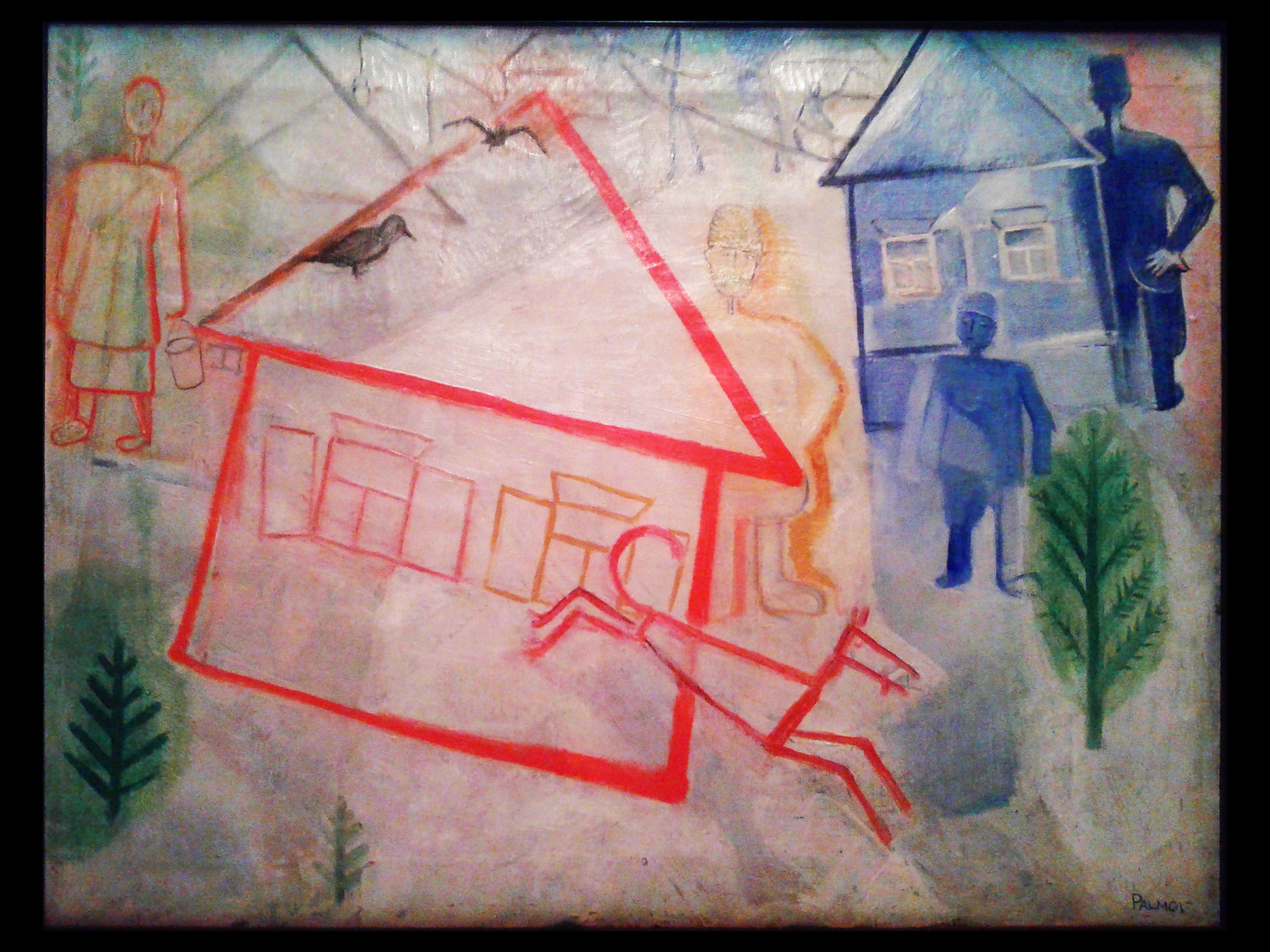
"Wieś ukraińska zimą"
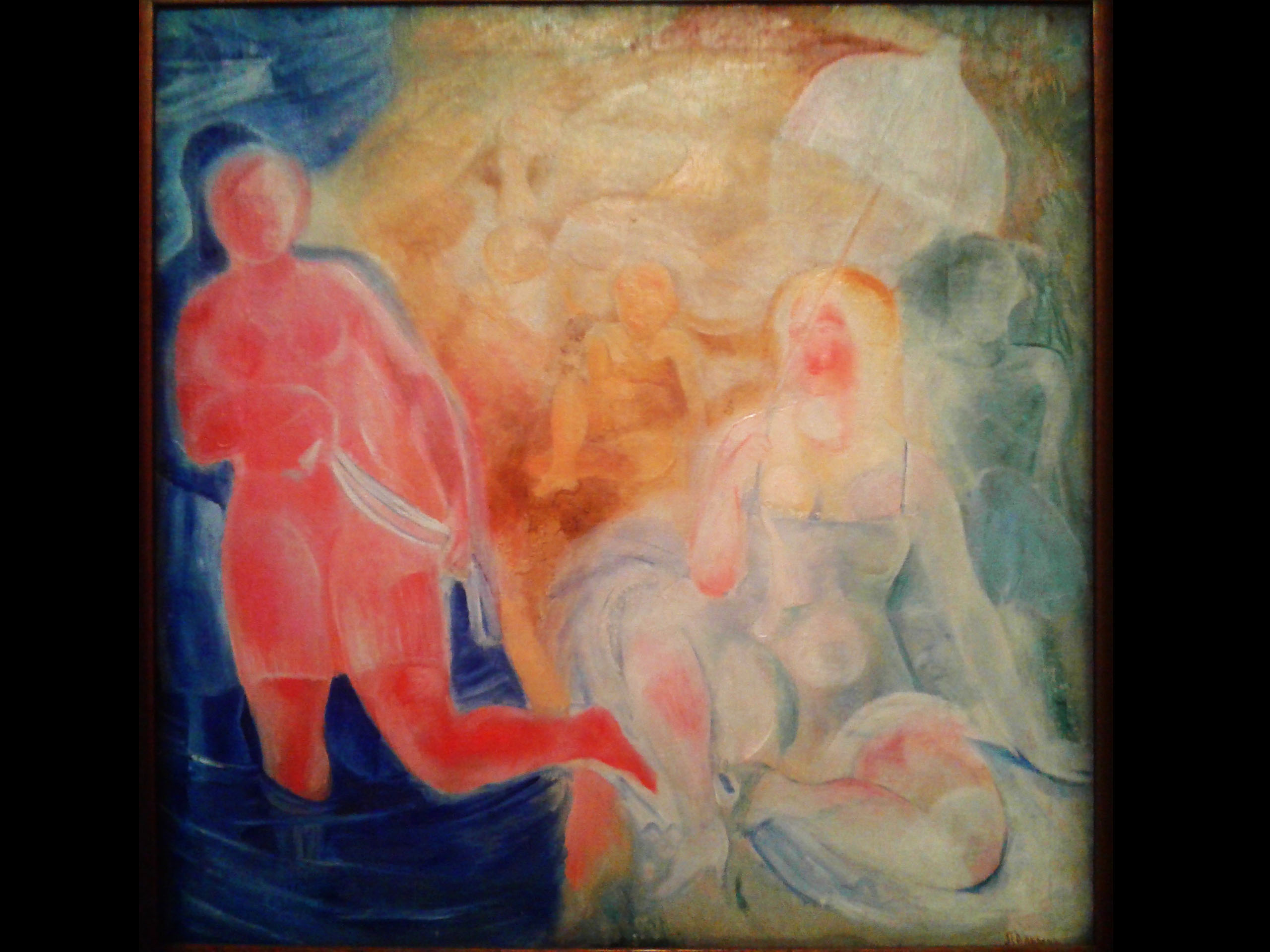
"Plaża"
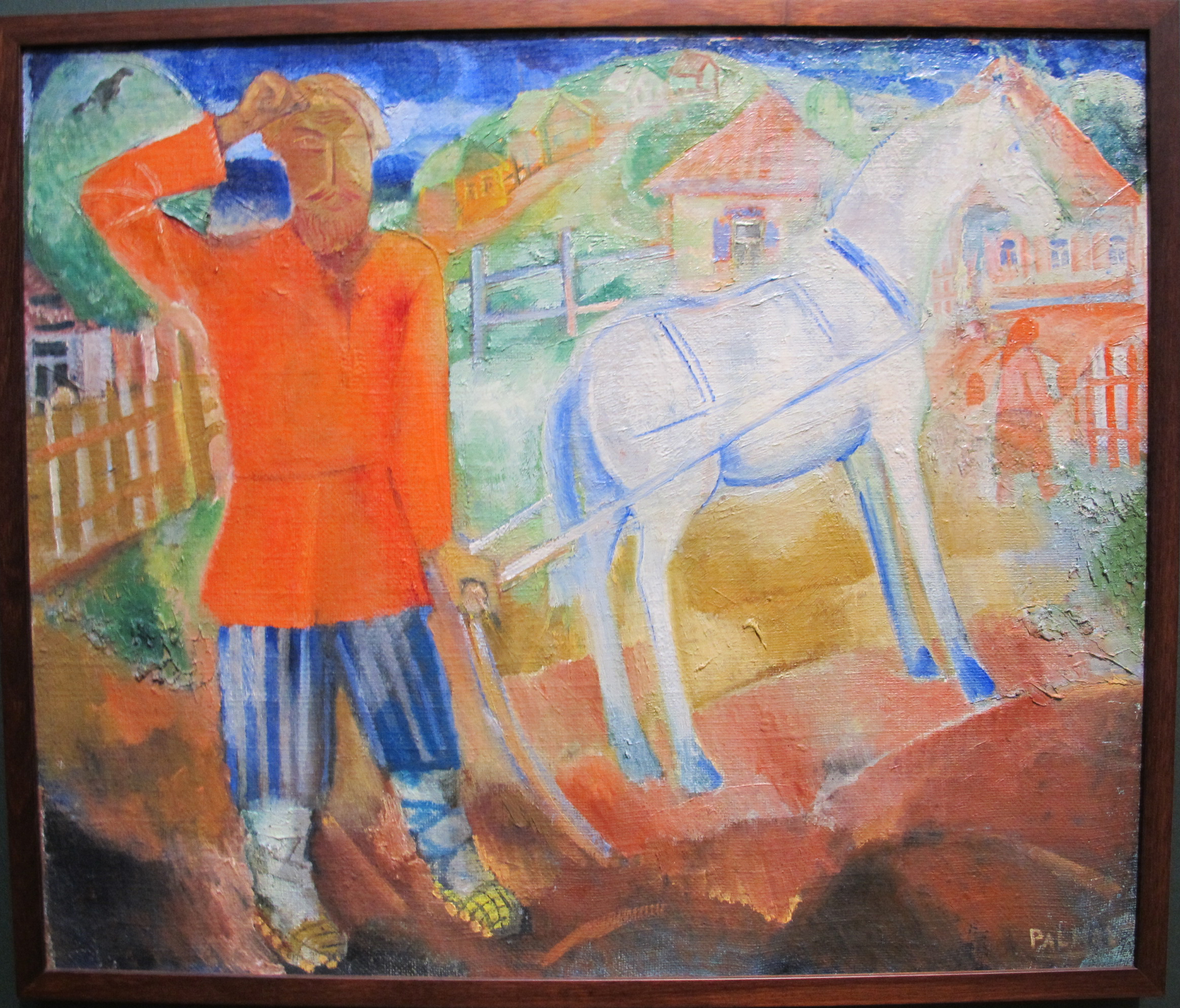
"Właściciel"
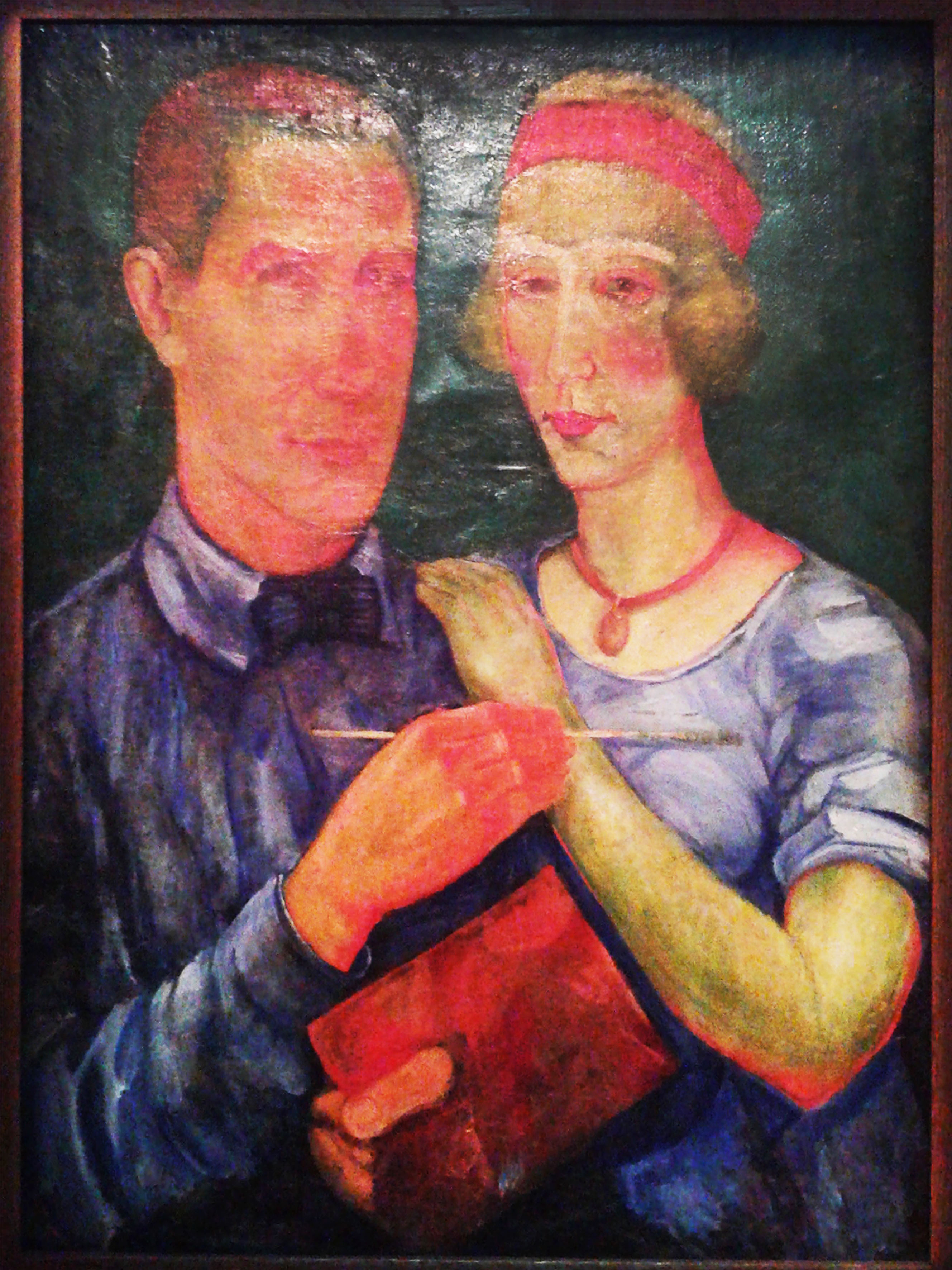
"Portret z żoną"